# Освальд Пауль
Освальд Пауль (нім. Oswald Paul; 1 серпня 1893, Гамбург — 11 травня 1949, Гамбург) — німецький офіцер, контрадмірал крігсмаріне.

## Біографія
10 квітня 1901 року вступив в кайзерліхмаріне. Учасник Першої світової війни. Після демобілізації армії залишений в рейхсмаріне. 31 березня 1929 року вийшов у відставку. 1 грудня 1930 року повернувся на флот як цивільний співробітник і призначений військово-морським консультантом командування 3-го військового району. 1 жовтня 1933 року відновлений на службі як офіцер земельної оборони, з 5 березня 1935 року — офіцер служби комплектування. З 1 листопада 1936 року — начальник відділу ВМС інспекції поповнення в Берліні. З 1 квітня 1937 року — командир 1-го, з 1 липня 1938 року — 9-го військового району Берліна, з 1 червня 1941 року — військового району Відня. 1 січня 1941 року відновлений на дійсній службі. 1 червня 1944 року переданий в розпорядження головнокомандувача ВМС на Балтійському морі, 31 липня звільнений у відставку.

## Звання
- Морський кадет (10 квітня 1901)
- Фенріх-цур-зее (22 квітня 1902)
- Лейтенант-цур-зее (29 вересня 1904)
- Оберлейтенант-цур-зее (30 червня 1906)
- Капітан-лейтенант (27 січня 1912)
- Корветтен-капітан (5 лютого 1920)
- Фрегаттен-капітан (1 квітня 1926)
- Капітан-цур-зее (1 квітня 1928)
- Капітан-цур-зее земельної оборони (1 жовтня 1933)
- Капітан-цур-зее служби комплектування (5 березня 1935)
- Контрадмірал (1 січня 1941)

## Нагороди
- Залізний хрест
  - 2-го класу (23 грудня 1914)
  - 1-го класу (31 травня 1917)
- Ганзейський Хрест (Гамбург; 31 травня 1916)
- Хрест «За вислугу років» (Пруссія) (25 років)
- Почесний хрест ветерана війни з мечами
- Орден «Святий Олександр», офіцерський хрест (Третє Болгарське царство; 24 серпня 1936)
- Медаль «За вислугу років у Вермахті» 4-го, 3-го, 2-го і 1-го класу (25 років; 2 жовтня 1936) — отримав 4 нагороди одночасно.
- Хрест Воєнних заслуг
  - 2-го класу з мечами (20 листопада 1940)
  - 1-го класу з мечами (30 січня 1943)